# Mleczaj kamforowy

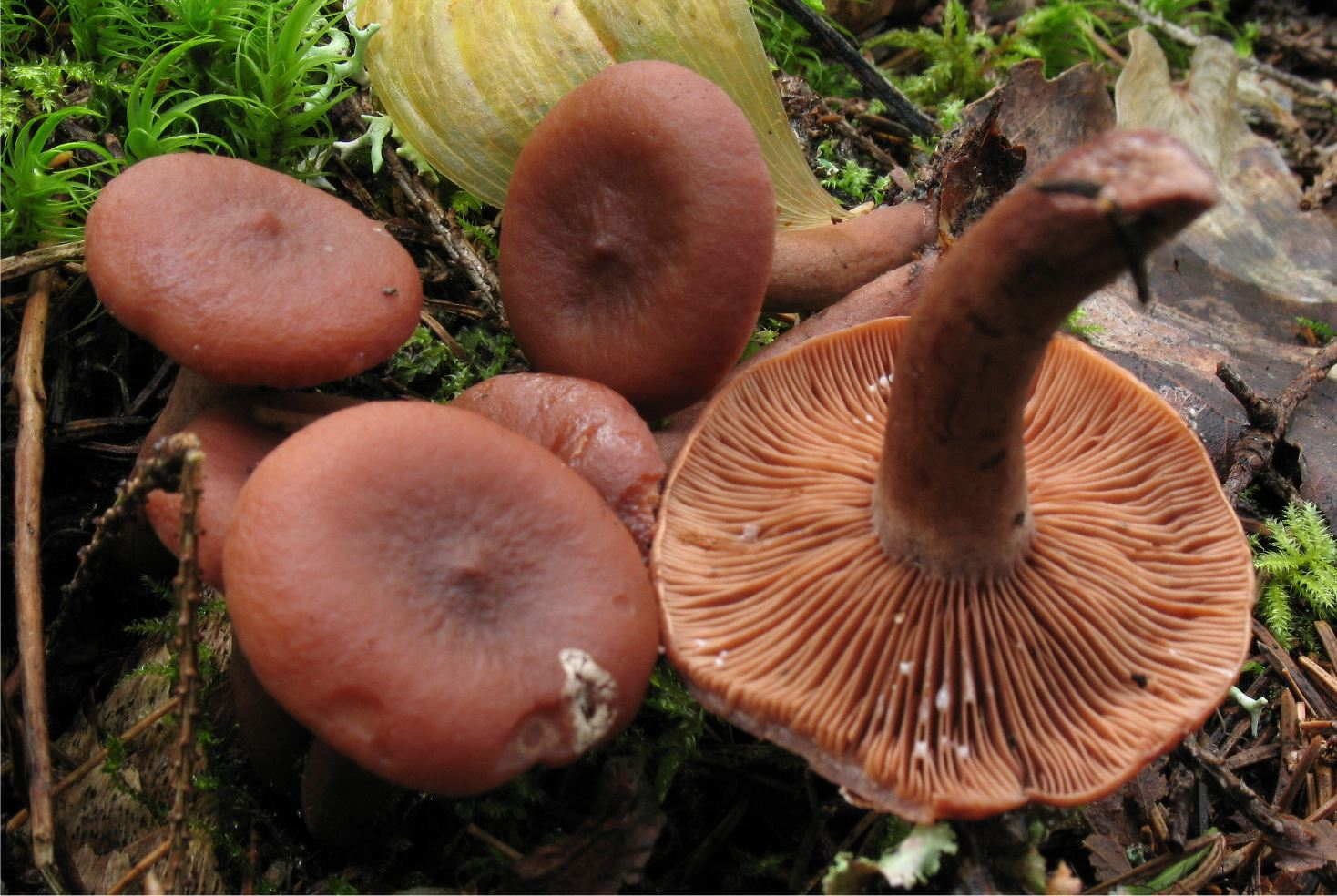

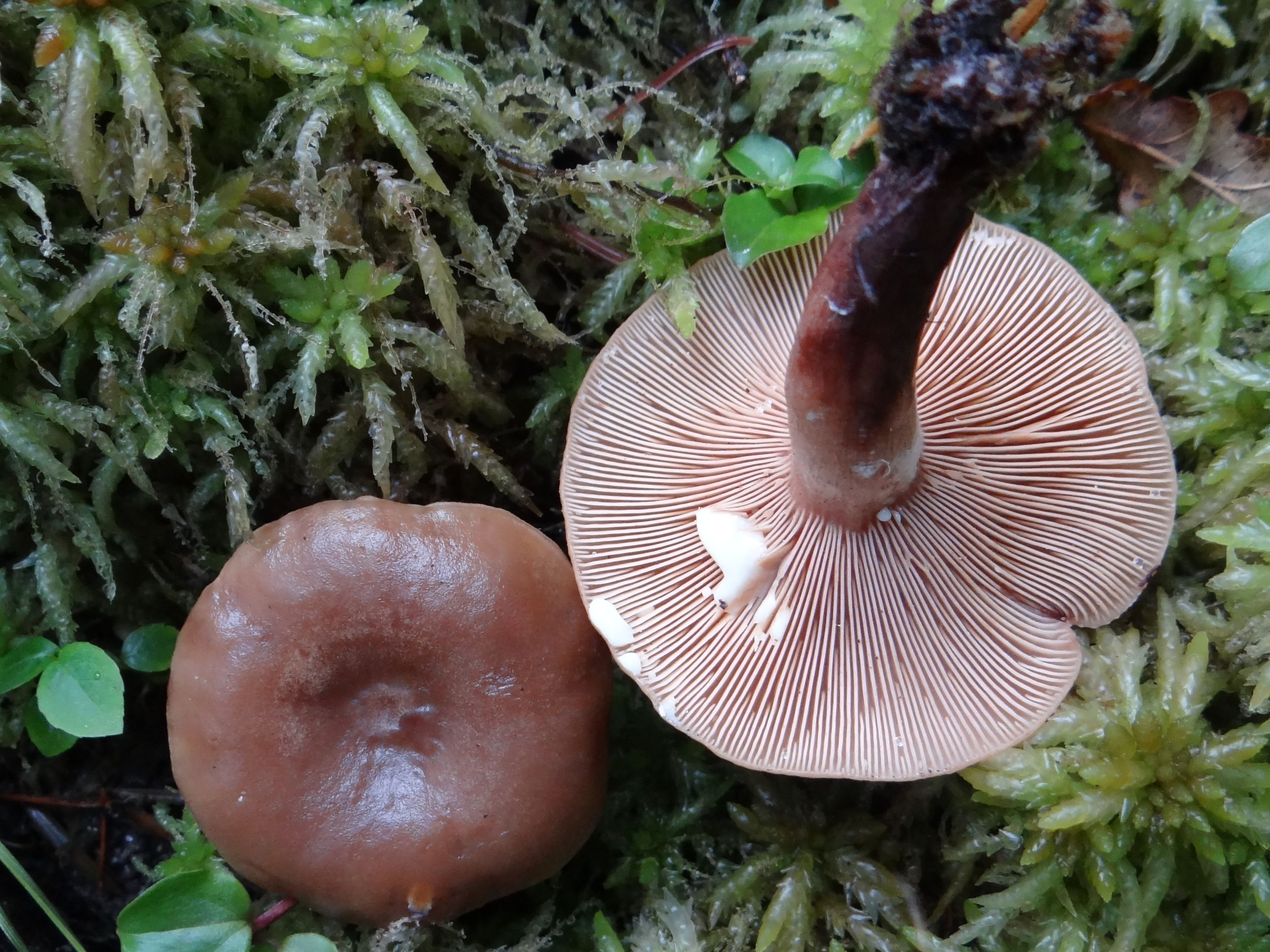

Mleczaj kamforowy (Lactarius camphoratus (Bull.) Fr.) – gatunek grzybów należący do rodziny gołąbkowatych (Russulaceae).

## Systematyka i nazewnictwo
Pozycja w klasyfikacji według Index Fungorum: Lactarius, Russulaceae, Russulales, Incertae sedis, Agaricomycetes, Agaricomycotina, Basidiomycota, Fungi.
Po raz pierwszy opisał go Jean Baptiste François Bulliard, nadając mu nazwę Agaricus camphoratus w pierwszym woluminie „Histoire des Champignons” z 1793 r. Do rodzaju Lactarius został przeniesiony przez Eliasa Friesa w „Epicrisis systematis mycologici” z 1838 r.
Niektóre synonimy łacińskie:

- Agaricus camphoratus Bull. 1793
- Agaricus subdulcis ß camphoratus (Bull.) Fr. 1821
- Agaricus cimicarius Batsch 1786
- Lactarius terryi Berk. & Broome 1878
- Lactifluus camphoratus (Bull.) Kuntze 1891
- Lactifluus terryi (Berk. & Broome) Kuntze 1898

Nazwę polską podał Franciszek Błoński w 1896 r.

## Morfologia
Wytwarza naziemne owocniki złożone z kapelusza i trzonu, których miąższ zbudowany jest z kulistawych komórek powodujących ich specyficzną kruchość i nieregularny przełom.
Kapelusz
Średnicy 2–5 cm, barwy ciemnopomarańczowo-brązowej lub czerwono-brązowej. W środku kapelusza zawsze występuje dość wyraźny garb, a wokół niego wgłębienie. U młodych okazów kapelusz jest łukowaty, potem rozpostarty. Brzegi są karbowane i delikatnie pomarszczone. Pokryty suchą, nagą i matową skórką bez koncentrycznych pręg.
Hymenofor
Blaszkowy, blaszki gęste, nieco tylko zbiegające na trzon, początkowo barwy jasnocielisto-czerwonawej, po dojrzeniu czerwono-brązowawe, podczas wysypu z białym nalotem zarodników. Po uciśnięciu powstają brązowe plamy.
Trzon
Wysokość 3–8 cm, grubość do 1 cm, walcowaty, czasami spłaszczony. Barwy ciemnoczerwono-brązowej w trakcie dojrzewania czerniejący przy podstawie, pusty w środku.
Miąższ
O łagodnym, czasem gorzkawym smaku i woni przypominającej kamforę lub pluskwiaki (Hemiptera), po dojrzeniu lub w trakcie suszenia lubczyk (Levisticum sp.) lub cykorię (Cichorium sp.).
Mleczko
Dość obfite, rzadkie, wodnistobiałe. Ma łagodny smak, pozostawia jednak gorzkawy posmak.
Zarodniki
Elipsoidalne, o wymiarach 6,5–8×5,5–6,5 μm, bez pory rostkowej, o amyloidalnej powierzchni pokrytej brodawkami połączonymi częściowo listewkami tworzącymi siatkowaty wzór.
Gatunki podobne
Charakterystycznymi cechami mleczaja kamforowego są ciemna barwa kapelusza i korzenny zapach podczas suszenia. Wśród grzybów o morfologicznie zbliżonych owocnikach wymienia się:
- mleczaj płowy (Lactarius helvus).
- mleczaj wątrobowy (Lactariue hepaticus). Różni się brakiem charakterystycznego zapachu, siarkowożółtym miąższem na przecięciu i jego mleczko przebarwia się na żółto[5].

## Występowanie i siedlisko
Występuje w Ameryce Północnej, Środkowej i Południowej, w Europie i Azjii. W polskim piśmiennictwie mykologicznym opisany na bardzo wielu stanowiskach.
Naziemny grzyb mykoryzowy występujący w lasach liściastych i iglastych, przeważnie w obecności świerków (Picea sp.), sosen (Pinus sp.) lub buków (Fagus sp.). W Europie wytwarza owocniki od lipca do listopada.
Jest czasami atakowany przez pasożytniczego grzyba Hypomyces lateritius, powodującego pleśnienie i niedorozwój jego blaszek oraz stwardnienie miąższu. Porażone przez tego grzyba owocniki mleczajów są niejadalne.

## Znaczenie
Grzyb jadalny gorszej jakości. Zaleca się stosowanie po wysuszeniu i starciu jako przyprawę (tzw. „proszek grzybowy”).